# Augasma
Augasma is een geslacht van vlinders van de familie kokermotten (Coleophoridae).

## Soorten
- A. aeratella (Zeller, 1839)
- A. atraphaxidellum Kuznetsov, 1957
- A. nidifica Meyrick, 1912
- A. nitens Amsel, 1935